# Hypoxylon crocopeplum
Hypoxylon crocopeplum är en svampart som beskrevs av Berk. & M.A. Curtis 1875. Hypoxylon crocopeplum ingår i släktet Hypoxylon och familjen kolkärnsvampar.   Inga underarter finns listade i Catalogue of Life.